# Lincoln MKZ
La Lincoln MKZ est une berline vendue depuis 2005 et restylée en 2009. Elle est basée sur la Ford Fusion américaine, elle est donc vendue uniquement aux États-Unis. En 2009, les ventes ont atteint 22 000 exemplaires, ce qui fait d'elle la Lincoln et la 114e voiture la plus vendue aux USA.